# L-system

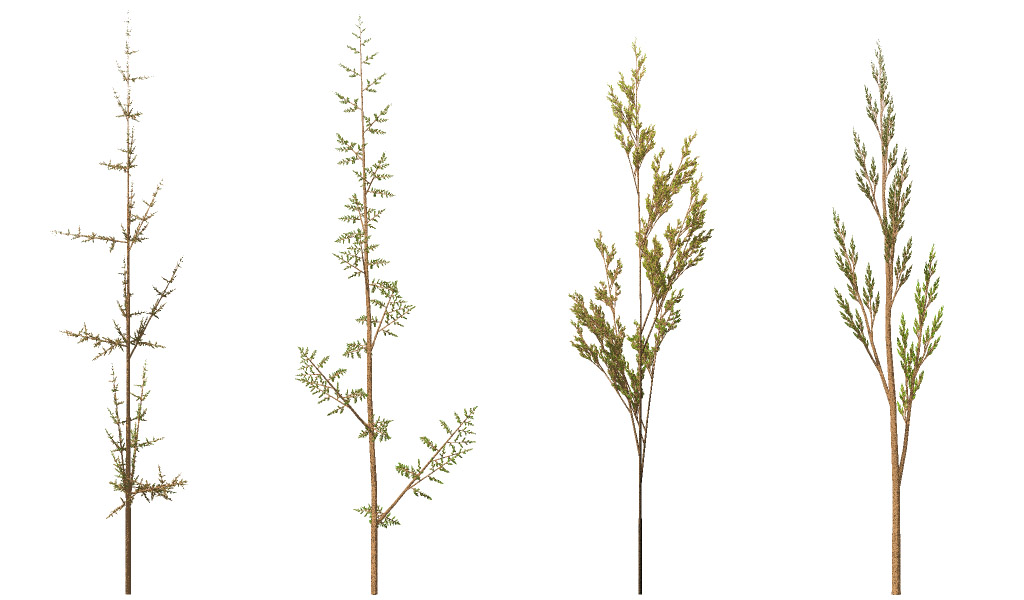
Kłosy wygenerowane przez L-system w 3D.

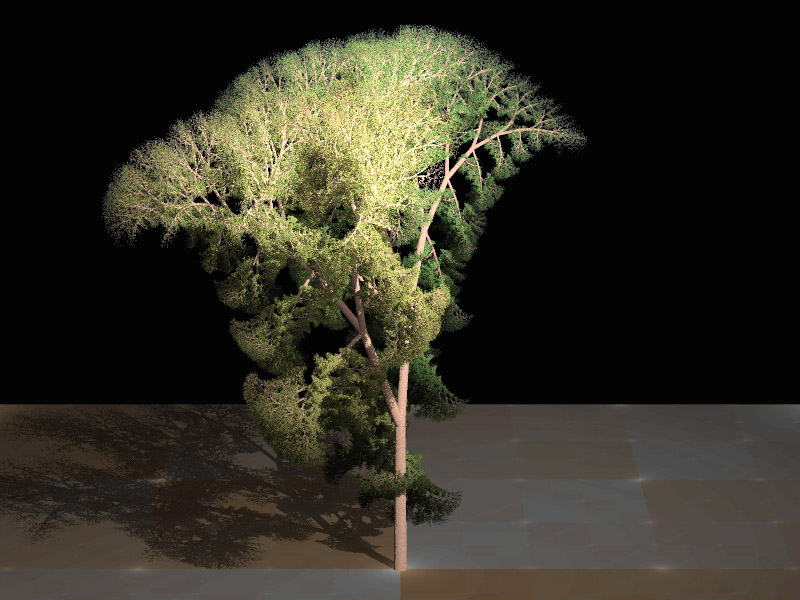
Drzewo wygenerowane przez L-system.

L-system, system Lindenmayera – zestaw reguł produkcji gramatyki formalnej służący do tworzenia graficznych tworów o fraktalnej budowie. L-systemy znajdują zastosowanie w grafice komputerowej jako generatory fraktali i systemy modelowania roślin. L-systemy zostały stworzone w 1968 roku przez Aristida Lindenmayera.
L-systemy są gramatykami, w których produkcje stosuje się iteracyjnie od stanu początkowego przez założoną liczbę powtórzeń.
L-system nazywany jest bezkontekstowym wtedy i tylko wtedy, gdy każda reguła produkcji stosuje się tylko do pojedynczego symbolu, niezależnie od symboli sąsiadujących. Jeśli reguła produkcji zależy nie tylko od pojedynczego symbolu, ale także od symboli sąsiednich, to taki L-system nazywany jest kontekstowym.
Jeśli dla każdego symbolu istnieje jedna i tylko jedna reguła produkcji, to taki L-system nazywa się deterministycznym. Deterministyczny L-system bezkontekstowy nazywa się systemem DOL (DOL-system).
Jeśli dla danego symbolu istnieje więcej niż jedna reguła produkcji i dla każdej z nich przypisane jest określone prawdopodobieństwo zastosowania, to taki L-system nazywa się stochastycznym.
Wykorzystanie L-systemów w grafice komputerowej wymaga przełożenia symboli na struktury graficzne. W zależności od wykorzystywanego modelu stosuje się różne metody transformowania zapisu formalnego do grafiki. Jednym z przykładów jest tak zwana „grafika żółwia” (zbliżona do koncepcji wykorzystywanej w języku Logo). Każdy symbol w L-systemie jest w takim modelu interpretowany jako określona sekwencja ruchów „żółwia”.